# Austrocercella alpina
Austrocercella alpina är en bäcksländeart som beskrevs av Günther Theischinger 1984. Austrocercella alpina ingår i släktet Austrocercella och familjen Notonemouridae. Inga underarter finns listade i Catalogue of Life.